# Calumma vatosoa
Espèce
Statut de conservation UICN

 DD  : Données insuffisantes
Statut CITES
Calumma vatosoa est une espèce de sauriens de la famille des Chamaeleonidae. Calumma vohibola est son synonyme.

## Répartition
Cette espèce est endémique du Nord-Est de Madagascar. On le retrouve dans le Côte Est de Madagascar spécifiquement dans la forêt littorale ‘Vohibola’ près du village Andranokoditra (18°35’22,9’’S, 49°13’50,6’’E, 9 m d’altitude), Province de Toamasina, Région Antsinanana, Centre-Est de Madagascar. 

## Description
Les points suivants distinguent les mâles et femelles de l'espèce des autres espèces de Calumma nasutum : 
- appendice rostral presque absent,
- une coloration de stress caractéristique chez la femelle consistant en une coloration de fond rougeâtre foncé avec de nombreuses taches bleues claires irrégulières,
- une divergence de séquence significative dans le gène mitochondrial ND2 (distance par paire de 10,5 à 19,4 %)
- aucun partage d'haplotype dans le gène nucléaire C-mos par rapport aux autres membres du groupe C. nasutum.

## Publication originale
- Andreone, Mattioli, Jesu & Randrianirina, 2001 : Two new chameleons of the genus Calumma from north-east Madagascar, with observations on hemipenial morphology in the Calumma furcifer group (Reptilia, Squamata, Chamaeleonidae). Herpetological Journal, vol. 11, n. 2, p. 53-68.